# Караганська сільська рада
Карага́нська сільська рада (рос. Караганский сельский совет) — сільське поселення у складі Новоорського району Оренбурзької області Росії.
Адміністративний центр — село Караганка.

## Населення
Населення — 695 осіб (2019; 932 в 2010, 1288 у 2002).

## Склад
До складу сільської ради входять:
| Населений пункт | Населення, осіб (2002) | Населення, осіб (2010) |
| --------------- | ---------------------- | ---------------------- |
| Ащелсай, село   | 28                     | -                      |
| Караганка, село | 882                    | 649                    |
| Тасбулак, село  | 378                    | 283                    |